# Elmore (Gloucestershire)
Elmore è un villaggio e parrocchia civile dell'Inghilterra, appartenente alla contea del Gloucestershire.